# Göran Högberg
Göran Högberg, född 20 december 1948, död 21 januari 2019, var en svensk idrottsman (långdistanslöpare). Han tävlade för Enhörna IF.
Högberg vann fyra individuella SM-guld på 5 000 meter, maraton samt i terränglöpning. Han vann också de två första Göteborgsvarven 1980 och 1981.